# Jacek Kaczmarski
Jacek Marcin Kaczmarski (Varsóvia, 22 de março de 1957 - Gdańsk, 10 de abril de 2004) foi um cantor, compositor e poeta polaco.

## Biografia
Kaczmarski foi considerado por muitos uma voz do movimento Solidarność na década de 1980, pelo seu compromisso com uma Polónia livre, independente da influência soviética. As suas músicas criticavam o regime e apelavam à resistência patriótica entre os polacos. Do seu repertório de canções de protesto as mais conhecidas são "Mury" (Paredes) baseada em "L'estaca", de Lluís Llach, e Obława" (Caça aos Lobos). No entanto, ele era mais um poeta do que um cantor político, e os seus textos não perderam a sua pertinência mesmo com o fim da União Soviética e do seu bloco comunista.
Está sepultado no Cemitério de Powązki em Varsóvia.